# Charles Potier
Pour les articles homonymes, voir Potier.
Charles Joseph Édouard Potier (Bordeaux, 31 juillet 1806 - Asnières, 26 avril 1870) est un auteur dramatique et comédien français.

## Biographie
Fils de Charles-Gabriel Potier, acteur du Théâtre des Variétés (1826), Théâtre du Palais-Royal puis du Théâtre des Folies-Dramatiques, ses pièces ont été représentées sur les plus grandes scènes parisiennes du XIXe siècle : Théâtre des Délassements-Comiques, Théâtre des Folies-Dramatiques, Théâtre Déjazet, etc.

## Œuvres
- Les 20 000 francs, drame en 1 acte mêlé de chants, avec Auguste-Louis-Désiré Boulé, 1832
- La Fille du bourreau, folie-vaudeville en 1 acte, avec Boulé, 1833
- Le Peloton de fil, moralité en 1 acte, mêlée de couplets, 1834
- Parce que, ou la Suite de "Pourquoi ?" , comédie-vaudeville en 1 acte, avec Boulé, 1835
- Fanchette, ou l'Amour d'une femme, drame-vaudeville en 2 actes, avec Boulé, 1836
- Le Facteur, ou la Justice des hommes, drame en 5 actes, avec Boulé et Charles Desnoyer, 1838
- La Sœur de l'ivrogne, drame-vaudeville en 1 acte, avec Désiré Gautier, 1839
- L'Amie et l'Amant, ou la Confiance du mari, comédie-vaudeville en un acte, avec Hippolyte Rimbaut, 1840
- Le Bijoutier de Nuremberg, ou Elle me console, drame en 3 actes, avec Guénée, 1840
- Le Maître à tous, comédie en 2 actes mêlés de chant, avec Antony Béraud, 1840
- Léon, Georges et Marie, ou les Deux Amours, comédie-vaudeville en 1 acte, avec Félix Dutertre de Véteuil, 1841
- Le Marchand d'habits, drame en 5 actes, avec Desnoyer, 1841
- Les Deux Joseph, comédie-vaudeville en 1 acte, avec Nyon, 1842
- Tic, tac ! tic tac ! ou les Deux Mariées, folie-vaudeville en 1 acte, 1843
- À la belle étoile, vaudeville en 1 acte, avec Édouard Brisebarre, 1844
- Estelle et Némorin, pastorale bouffonne en 2 actes, mêlée de chant, avec Michel Delaporte, 1844
- Le Mal du pays, drame-vaudeville en 3 parties, avec Brisebarre, 1846
- Le Retour du conscrit, vaudeville en 1 acte, 1846
- Bal et bastringue, vaudeville en trois actes, avec Brisebarre, 1847
- Deux loups de mer, comédie-vaudeville en 1 acte, avec Brisebarre, 1847
- Sans dot !, comédie-vaudeville en 1 acte, avec Brisebarre, 1847
- Tantale, comédie-vaudeville en 1 acte, avec Brisebarre, 1847
- Élevés ensemble, comédie-vaudeville en 1 acte, avec Narcisse Fournier, 1848
- L'Été de la Saint-Martin, comédie en 1 acte, mêlée de couplets, avec Brisebarre, 1848
- Le Voyage de Nanette, drame-vaudeville en 3 actes et 4 tableaux, avec Brisebarre, 1848
- Adrienne de Carotteville, ou la Reine de la fantaisie, parodie en un acte des 17e, 33e, 78e, 93e, 96e, 112e, 129e et 168e feuilletons du Juif errant, avec Eugène Nyon et Brisebarre, 1849
- Les Fredaines de Troussard, vaudeville en 1 acte, avec Brisebarre, et Commerson, 1849
- Qui se dispute s'adore, proverbe en 1 acte, avec Henri de Kock, 1850
- Un coin du Palais de Cristal, à-propos-vaudeville en 1 acte et 2 tableaux, avec Théodore Faucheur, 1851
- Une soirée agitée, vaudeville en 1 acte, avec Faucheur, 1852
- Le Bonhomme Dimanche, revue-féerique en 4 actes et 20 tableaux, avec Amédée de Jallais et Jules Renard, 1853
- Le Carton vivant, vaudeville en 2 actes, avec Alexandre Flan, 1853
- Un homme seul, vaudeville en 1 acte, avec Faucheur, 1853
- Un monsieur seul, vaudeville en 1 acte, avec Faucheur, 1853
- Où peut-on être mieux ?, vaudeville en 1 acte, avec Paulin Deslandes, 1853
- Le Forgeron de Gretna-Green, vaudeville en 2 actes, avec Flan, 1854
- Où passerai-je mes soirées ?, comédie-vaudeville en 1 acte, avec Gaston de Montheau, 1854
- Voilà ce qui vient de paraître, revue de l'année 1854, en 3 actes et 16 tableaux, avec Guénée, 1854
- La Dame aux trois maris, vaudeville en 1 acte, avec Guénée, 1855
- Dzing ! Boum ! Boum !, revue de l'Exposition, en 3 actes et 16 tableaux, avec Guénée, 1855
- L'Enfant du petit monde, vaudeville en 3 actes, avec Guénée, 1855
- Vous allez voir ce que vous allez voir, revue de l'année 1855, en 3 actes et 16 tableaux, avec Guénée, 1855
- Allons-y gaiment, revue de 1856, en 3 actes et 14 tableaux, avec Adolphe Guénée, 1856
- Les Dragées du 16 mars, à-propos mêlé de couplets, avec Guénée, 1856
- Si j'étais riche, comédie vaudeville en 1 acte, avec Guénée, 1856
- En avant, marche !, revue de l'année 1857, en 3 actes et 16 tableaux, La Guerre des saisons, prologue, avec Guénée, 1857
- Petit Bonhomme vit encore, féerie en 15 tableaux, 1857
- Le Premier feu, vaudeville en 1 acte, avec Guénée, 1857
- Jacquot Renchéri, parodie en 3 tableaux, du Fils naturel, avec Émile Abraham, 1858
- La Jeunesse du jour, pièce mêlée de chants, en 3 actes et 6 tableaux, avec Eugène de Fère, 1858
- Tout Paris y passera, revue de 1858, en 3 actes et 14 tableaux, précédée de Paris sur scène, prologue, avec Guénée, 1858
- Vingt ans ou la Vie d'un séducteur, drame-vaudeville en 5 actes, avec Deslandes, 1858
- L'Éventail de Géraldine, comédie-vaudeville en 1 acte, avec Ernest Mouchelet et Edgard Chanu, 1859
- Le Doigt dans l’œil, revue de 1860, en 3 actes et 20 tableaux, avec Dunan Mousseux, 1860
- Les Leçons de Betzy, vaudeville en 1 acte, avec Abraham, 1860
- Les Piliers de café, drame-vaudeville en 4 actes, avec Abraham et Eugène Hugot, 1861
- Les Trois ivresses, vaudeville en 1 acte, 1863
- Potieriana ou Recueil complet des calembourgs, jeux de mots, naïvetés, couplets pointus, rebus, niaiseries, monologues, bêtises, etc., etc. de Potier, acteur des Variétés[3]